# Merak (azienda)
La Merak è stata un'azienda italiana operante, nell'orbita della Montefibre (gruppo Montedison), nel settore della produzione del fiocco polipropilenico.

## Storia

### Origini
Già facente parte delle produzioni della Polymer, e quindi della Montefibre, il settore del fiocco polipropilenico per la produzione di biancheria intima venne (1977) scorporato e razionalizzato nella nuova società che prese il nome di Merak. L'unità produttiva era nello stabilimento di Terni, mentre la sede e la direzione commerciale era a Milano.

### Il confluimento in Himont e nella Nuova Moplefan
Nel 1982 venne fatta confluire nella nuova società leader del settore del polipropilene, la Himont; nel 1986 confluì infine nella Nuova Moplefan.